# Rosa Campà Bonet
Rosa Campà Bonet   (Montellà i Martinet, 1946 - juliol 2014) va ser una mestra catalana, directora de l'Escola de Montellà i impulsora de les zones escolars rurals (ZER). L'escola de Montferrer porta el seu nom.
Va créixer a Aransa i més tard a Lles. Va participar en les Escoles d'Estiu de Rosa Sensat, el grup de mestres d'Alt Urgell-Cerdanya i el Grup d'Opinió de Cerdanya. Va ser mestra i directora d'escoles de Sabadell, Ballestar, Lles, Viliella o Montellà. Des del 200 i fins que es va jubilar el 2006, fou directora i mestra a l'escola Els Agols de Montferrer. Va impulsar decididament la creació de les Zones d'Escolaritat Rural o ZER. Va fer diverses publicacions en aquest sentit. El 2011 va rebre un homenatge juntament amb les docents Teresa Fité i Sol Gasch.
El juliol del 2014 va morir de càncer. El 2015 l'escola Els Agols de Montferrer va canviar el nom per "Rosa Campà". El 2017 es va fer un homenatge organitzat per escoles rurals de l'Alt Urgell i la Cerdanya on van participar amics, companys i familiars. S'hi va fer una exposició que acabava amb la creació de les Zones Escolars Rrurals, que d'alguna manera va ser possible gràcies a la seva lluita.